# Списак места Светске баштине у Азији и Аустралазији
Ово је Унесков списак места Светске баштине у Азији, Аустралији и Пацифику:

## Авганистан
- Џамски минарет
- Буде из Бамијана

## Азербејџан
- Стари град Бакуа
- Национални парк Гобустан
- Палата Шакијских канова

## Аустралија
- Налазишта фосила Риверслеј-Наракурте
- Средњоисточни шумски резервати
- Фрејзерово острво
- Велики корални гребен
- Шира зона око Плавих планина
- Херд и Макдоналд острва
- Национални парк Какаду
- Лорд Хоув острво
- Меквери острво
- Пурнулулу национални парк
- Краљевска изложбена галерија и Карлтонови вртови
- Шарк беј
- Дивљина Тасманије
- Национални парк Улуру-Ката Тјута
- Влажни тропи Квинсленда
- Регион Виландра језера
- Осуђеничке колоније
- Нингалу гребен

## Бахреин
- археолошко налазиште Калат ел-Бахреин
- Пут бисера

## Бангладеш
- Багерат
- Сомапура Махавихара
- Sundarbans

## Вијетнам
- Complex of Хуе Monuments
- Лука Ха Лонг
- Стари град Хој Ан
- Светилиште „Ми Сон“
- Национални парк Фонг Ња-Ке Банг
- Цитадела Танг Лонг у Ханоју
- Цитаделе Хо династије
- Транг Ан

## Грузија
- Bagrati Cathedral and Gelati Monastery
- City-Museum Reserve of Mtskheta
- Upper Svaneti

## Индија
- Тврђава у Агри
- Пећине Аџанте
- Брихадесварар храм
- Будистички споменик у Санчију
- Champaner-Pavagadh Archaeological Park
- Chhatrapati Shivaji Terminus
- Churches and Convents of Goa
- Елефантске пећине
- Пећине у Елори
- Фатехпур Сикри
- Great Living Chola Temples
- група споменика у Хампију
- Група споменика у Махабалипураму
- Group of Monuments at Pattadakal
- Хумајунов гроб, Делхи
- Kaziranga National Park
- Keoladeo National Park
- Khajuraho Group of Monuments
- Mahabodhi Temple Complex
- Manas Wildlife Sanctuary
- Mountain Railways of India
- Nanda Devi National Park and Valley of Flowers
- Кутуб Минар и грађевине унутар тога комплекса
- Rock Shelters of Bhimbetka
- Храм Сунца у Конраку
- Sundarbans nacionalni park
- Таџ Махал
- Западни Гати

## Индонезија
- Борободур храмски комплекс
- Национални парк Комодо
- Lorentz National Park
- Парамбанан храмски комплекс
- Sangiran Early Man Site
- Ujung Kulon National Park
- Tropical Rainforest Heritage of Sumatra, including Gunung Leuser National Park, Kerinci Seblat National Park and Bukit Barisan Selatan National Park
- Културни пејзаж покрајине Бали: систем Субака као отелотворење Три Хита Карана филозофије

## Ирак
- Хатра
- Асур (Qal'at Sherqat)

## Иран
- Арг-е Бам
- Бехистунски натписи
- Накш-е Џахан
- Пасаргад
- Врт Фин
- Персеполис
- Чога Занбил
- Саборна џамија у Исфахану
- Хидраулични систем Шуштар
- Јерменски манастирски комплекс у Ирану
- Купола Султанија
- Тахте Солејман
- Базар у Табризу
- Гробница шејха Сафија
- Персијска башта

## Израел/Палестина
- Masada
- Old City of Acre
- The White City of Tel-Aviv - The Modern Movement
- Biblical Tells – Megiddo, Hazor, Beer Sheba
- Incense Route / Cities in the Negev
- Нахал Меарот
- Црква Рођења Христовог

Видети такође Јерусалим

## Јапан
- Будистички споменици у области Хорју-ђи
- Gusuku Sites and Related Properties of the Kingdom of Ryukyu
- Дворац Химеџи-ђо
- Меморијални центар Хирошима (Genbaku Dome)
- Историјски споменици старог Кјота (стари градови Кјото, Уђи и Оцу)
- Historic Monuments of Ancient Nara
- Историјска села Ширакаве и Гокајаме
- Светилиште Ицакушима Шинто
- Sacred Sites and Pilgrimage Routes in the Kii Mountain Range
- Шираками-санчи
- Национални парк полуострва Ширетоко, Хокаидо
- Светилишта и храмови Никоа
- Јакушима
- Будистичка чиста земља Хираизумија, храмови, вртови и археолошки локалитети
- Острва Огасавара

## Јемен
- Стари град Забид
- Стари град Санаа
- Стара тврђава Шибам

## Јерменија
- Катедрала и цркве Ечмијадзина и археолошки локалитет Звартноц
- Манастири Хагпат и Санахин
- Манастир Гегард и долина Азат

## Јерусалим
- Стари град у Јерусалиму и његове зидине

(Стари град у Јерусалиму се налази у Источном Јерусалиму, који је под контролом Израела 1967, али Уједињене нације ни многе државе не признају га као израелску територију. Град је предложен као место Светске баштине 1981. од стране Јордана, који је повукао тај захтев 1988. године)

## Јордан
- Petra
- Кусаир Амра
- Ум ер-Расас (Kastron Mefa'a)
- Вади Рум

## Казахстан
- Маузолеј Хоџе Ахмеда Јасавија
- Петроглифи из археолошког налазишта Танбаљи
- Казахстански праг
- Пут свиле, мрежа путева у коридору  Чанган Тјеншен

## Камбоџа
- Ангкор Ват

## Кина
- Кинески зид (1987)
- Планина Таишан, Шандонг провинција (1987)
- Царске палате династија Минг и Ћинг у Пекингу (Забрањени град) (1987) и Шенјанг (Мукден палата) (2004)
- Mogao Caves, in Dunhuang, Gansu proivince (1987)
- Ратници од теракоте (1987)
- Peking Man Site at Zhoukoudian, Beijing municipality (1987)
- Mount Huangshan, Anhui province (1990)
- Jiuzhaigou Valley Scenic and Historic Interest Area, Sichuan province (1992)
- Huanglong Scenic and Historic Interest Area, Sichuan province (1992)
- Wulingyuan Scenic and Historic Interest Area, Hunan province (1992)
- Mountain Resort and its Outlying Temples in Chengde, Hebei province (1994)
- Храм и гробница Конфучија, и породична кућа Конг фамилије у месту Ћифу, Шандунг провинција(1994)
- Ancient Building Complex in the Wudang Mountains, Hubei province (1994)
- Историјска целина палате Потала, Ласа (1994, 2000, 2001)
- Lushan National Park, Jiangxi province (1996)
- Mount Emei Scenic Area, including Leshan Giant Buddha Scenic Area, Sichuan province (1996)
- Стари град Лиђијанг, провинција Јунан (1997)
- Ancient City of Ping Yao, Shanxi province (1997)
- Classical Gardens of Suzhou, Jiangsu province (1997, 2000)
- Летња палата, царски врт у Пекингу (1998)
- Temple of Heaven: an Imperial Sacrificial Altar in Beijing (1998)
- Mount Wuyi, Fujian province (1999)
- Dazu Stone Carvings, Chongqing municipality (1999)
- Mount Qincheng and the Dujiangyan Irrigation System, Sichuan province (2000)
- Ancient Villages in Southern Anhui - Xidi and Hongcun (2000)
- Longmen Grottoes, near Luoyang, Henan province (2000)
- Imperial Tombs of the Ming and Qing Dynasties, including the Ming Dynasty Tombs and the Ming Xiaoling Mausoleum (2000, 2003, 2004)
- Yungang Grottoes, in Datong, Shanxi province (2001)
- Три паралелне реке у Јунану (2003)
- Capital Cities and Tombs of the Ancient Koguryo Kingdom (2004)
- Историјски центар града Макао (2005)
- Резерват великог панде у Сечуану (2006)
- Yin Xu (kod Anyanga) (2006)
- Diaolou tornjevi Kaipinga i okolnih sela (2007)
- Јужнокинески карст (2007)
- Tuloui Fujiana, 46 okruglih građevina od gline (2008)
- Nacionalni park Sanqing Shan (2008)
- Planina Wutai, Shanxi (2009)
- Историјски споменици Денфенга у “Средишту неба и Земље”, Хенан (2010)
- Kineski Danxia reljef (2010)
- Зпадано језеро, културни предео Ханџуа, Zhejiang (2011)
- Lokalitet Xanadua (2012)
- Chengjiang nalazište fosila (2012)

## Киргистан
- Планина Сулејман

## Кирибати
- Финикс острва

## Северна Кореја
- Complex of Goguryeo Tombs

## Јужна Кореја
- Changdeokgung Palace Complex
- Gochang, Hwasun, and Ganghwa Dolmen Sites
- Gyeongju Historic Areas
- Haeinsa Temple Janggyeong Panjeon, the Depositories for the Tripitaka Koreana Woodblocks
- Hwaseong Fortress in Suwon
- Jongmyo Shrine
- Seokguram Grotto and Bulguksa Temple

## Лаос
- Град Луанг Прабанг
- Ват Пу и стара насеља у пределу Чампасак

## Либан
- Anjar
- Балбек
- Библос
- Долина Кадиша и Шума кедра
- Тир

## Малезија
- Национални парк Гунунг Мулу
- Кинабалу парк
- Археолошка налазишта долине Ленгонг
- Мелака и Џорџтаун, историјски градови Малајског пролаза

## Маршалска острва
- Подручје нуклеарних проба Атол Бикини

## Монголија
- Културни предео долине Орхона
- Долина Увс-Нур
- Петроглифи монголског Алтаја
- Бурхан Халдун

## Непал
- Kathmandu Valley
- Lumbini, the Birthplace of the Lord Buddha
- Royal Chitwan National Park
- Sagarmatha National Park

## Нови Зеланд
- New Zealand sub-antarctic islands (Snares Islands, Bounty Islands, Antipodes Islands, Auckland Islands and Campbell Islands)
- Te Wahipounamu - South West New Zealand (Aoraki/Mount Cook National Park, Westland/Tai Poutini National Park, Mount Aspiring National Park and Fiordland National Park)
- Tongariro National Park

## Оман
- Arabian Oryx Sanctuary
- Archaeological sites of Bat, Al-Khutm and Al-Ayn
- Bahla Fort
- The Frankincense Trail

## Пакистан
- Археолошке ископине, Мохенџо-даро
- Buddhist Ruins at Takht-i-Bahi and Neighbouring City Remains at Sahr-i-Bahlol
- Лахор тврђава и Шаламар вртови у Лахору
- Historic Monuments of Thatta
- Rohtas Fort
- Taxila

## Палау
- Камена острва

## Пиктерн (Хендерсонова) острва
- Henderson Island

## Русија, Азијски део
- Централни Сихоте Алињ
- Златне Алтајске планине
- Бајкалско језеро
- Вулкани на Камчатки
- Базен Увс-Нур (који се делимично налази у Русији, а делимично у Монголији)
- Природни резерват Врангелово острво
- Висораван Путорана
- Ступови Лене

## Саудијска Арабија
- Мада'ин Салих
- Дираџа
- стара Џеда, врата за Меку
- Петроглифи провинције Хаил
- Ел Хаса

## Соломонова острва
- East Rennell

## Сирија
- Стари град Алеп
- Стари град Босра
- Стари град Дамаск
- Археолошко налазиште Палмира
- Античка села северне Сирије

## Шри Ланка
- Ancient City of Polonnaruwa
- Древни град Сигирија
- Golden Temple of Dambulla
- Old Town of Galle and its Fortifications
- Sacred City of Anuradhapura
- Sacred City of Kandy
- Sinharaja Forest Reserve
- Средишње висоравни Шри Ланке

## Тајланд
- Ban Chiang Archaeological Site
- Historic City of Ayutthaya and Associated Historic Towns
- Historic Town of Sukhothai and Associated Historic Towns
- Thungyai-Huai Kha Khaeng Wildlife Sanctuaries
- Dong Phaya Yen – Khao Yai Forest Complex

## Таџикистан
- Протоурбани локалитет Саразм

## Туркменистан
- Кенеургенч
- Државни историјски и културни парк Мерв
- Партијска тврђава Ниса

## Турска
- Археолошко налазиште Троја
- City of Safranbolu
- Göreme National Park and the Rock Sites of Cappadocia
- Great Mosque and Hospital of Divrigi
- Hattusha
- Хијераполис-Памукале
- Historic Areas of Istanbul
- Nemrud Dagi
- Xanthos-Letoon
- Џамија Селимје

## Узбекистан
- Историјски центар Бухаре
- Историјски центар у Шахрисабу
- Ичан Кала у Хиви
- Самарканд

## Уједињени Арапски Емирати
- Локалитети око Ел Аина

## Филипини
- Baroque Churches of the Philippines
- Historic Town of Vigan
- Puerto-Princesa Subterranean River National Park
- Banaue Rice Terraces of the Philippine Cordilleras
- Tubbataha Reef Marine Park

## Фиџи
- Историјски лучки град Левука